# Kazhymukan Munaitpasovstadion (Şımkent)
Het Kazhymukan Munaitpasovstadion (Kazachs: Қажымұқан Мұңайтпасұлы, Qajymuqan Muńaıtpasuly) is een multifunctioneel stadion in Şımkent, een plaats in Kazachstan. 
Het stadion wordt vooral gebruikt voor voetbalwedstrijden, de voetbalclub Ordabası FK Şımkent maakt gebruik van dit stadion. In het stadion is plaats voor 20.000 toeschouwers. Het stadion werd geopend in 1969. Het stadion is vernoemd naar Kazhymukan Munaitpasov (1871–1948), een Kazachs worstelaar. 